# Стюарт, Роберт Ли
Ро́берт Ли Стю́арт (англ. Robert Lee Stewart; род. 13 августа 1942 года, Вашингтон, США) — американский пилот, лётчик-испытатель, астронавт, бригадный генерал. Первый военнослужащий Армии США, отправленный в космос.

## Биография
Получил степень бакалавра наук по математике в Университете Южного Миссисипи в 1964 году и степень магистра наук по аэрокосмической технике в Университете Техаса в Арлингтоне в 1972 году.
В мае 1964 года начал службу в армии США. В июле 1966 года завершил обучение в качестве пилота вертолёта. В 1974 году завершил курс в Военно-морской школе лётчиков-испытателей США и стал лётчиком-испытателем вертолётов.
В августе 1979 года присоединился к НАСА. В его технические обязанности входило тестирование и оценка работоспособности систем управления полётом для STS-1. Осуществлял техническую поддержку экипажей STS-4 и STS-5. Непосредственно в космическом полёте принимал участие два раза в качестве бортинженера — в 1984 году на STS-41B (дважды выходил в открытый космос) и год спустя на STS-51J (полёт в интересах министерства обороны). Совершил два выхода в открытый космос.
Общая продолжительность космических полётов: 12 суток 1 час 2 минуты 45 секунд.
В 1986 году получил армейское звание бригадного генерала и перешёл из НАСА в командование стратегической обороны армии США в Хантсвилле, на должность заместителя командующего. В этом качестве генерал Р. Л. Стюарт руководил исследовательскими работами по разработке технологий противоракетной обороны. В 1989 году перешёл в космическое командование США в Колорадо-Спрингс, где занял должность директора по планированию.
Ушёл в отставку в 1992 году. До выхода на пенсию работал директором перспективных программ в Nichols Research Corporation в Колорадо-Спрингс. Позже переехал в Хантсвилл, где и проживает в настоящее время.